# 石原周夫
石原 周夫（いしはら かねお、1911年11月19日 - 1983年12月27日）は、日本の大蔵官僚。大蔵事務次官、日本開発銀行総裁。

## 来歴・人物
広島県御調郡美ノ郷村（現在の尾道市）出身。旧制第一高等学校、東京帝国大学法学部法律学科を卒業。東京帝大法学部在学中に高等試験行政科を合格。1934年に大蔵省入省（預金部兼大臣官房文書課）。主計局審査課長、主計局法規課長、主計局法規課長兼主計局企画課長、主計局法規課長兼主計局調査課長などを経て、1948年7月10日に主計局総務課長兼主計局調査課長。同年10月8日に主計局第二部長兼主計局主計官。1949年6月1日に主計局次長（次席）。1950年5月から同年7月の間は米国出張として派遣される。1953年8月に保安庁経理局長。1955年8月2日に大臣官房長。1957年6月11日に主計局長。1961年5月に大蔵事務次官に就任（1962年5月16日〜7月24日までは関税局長事務取扱を兼務）。同郷の池田勇人の下、高度経済成長政策を推し進めた。退官後、日本開発銀行総裁に就任した。ほかに、海外経済協力基金総裁、国土総合開発審議会長なども務めた。元東京電力副社長、電気事業連合会理事長、通商産業事務次官の石原武夫（尾道市出身。東京府立五中〈現 小石川中等〉、浦和高校、東京帝大法学部卒）は兄。父の石原磊三は内務官僚で警視庁官房主事を務めた。

## 主な著書・訳書
- 「雇用・利子および貨幣の一般理論」（ジョン・メイナード・ケインズ著、杉山知五朗と共訳[4]）
- 「憲法 会計検査院法」（小峰保榮と共著）
- 「憲法 行政法」（杉村章三郎と共著）